# László Nagy (Scout)
László Nagy fue un escritor, sociólogo, historiador y dirigente scout suizo-húngaro. Se desempeñó como Secretario General de la Organización Mundial del Movimiento Scout entre el 1 de mayo de 1968 y el 31 de octubre de 1988.

## Biografía
Nació el 2 de septiembre de 1921 en Budapest, Hungría. En húngaro su nombre se pronuncia: [la ː ː slo nɒɟ]). Posteriormente se nacionalizó suizo.
Falleció el 18 de diciembre de 2009 en Ginebra, Suiza.
El Dr. Nagy fue un sociólogo, historiador y Doctor en Ciencias Políticas, experiodista y autor de varios libros sobre política. Recibió una maestría en sociología y de derecho, y un doctorado en ciencias políticas. 
Graduado de la Escuela de Administración de Empresas de Ginebra. Estudió muchos años bajo la dirección del profesor Jean Piaget, famoso psicólogo infantil. 
Posteriormente se convirtió en el director del estudio y Jefe del Departamento de Investigación y Documentación en el mundialmente famoso Instituto de Altos Estudios Internacionales en Ginebra.
Dr. Nagy fue también un reputado periodista y autor. Editor de Relaciones Exteriores de la Gazette de Lausanne, Suiza. 
Internacionalmente es reconocido como una autoridad sobre los problemas de los países de Europa oriental y de África subsahariana.

## Su trayectoria en elMovimiento Scout
De joven fue dirigente scout en Hungría. Uno de los aspectos más destacados de su experiencia fue asistir al 4º Jamboree Scout Mundial celebrado en Gödöllő, Hungría, en 1933 del cual participaron cerca de 26000 scouts.
En 1965, el Dr. Nagy llevó a cabo un estudio crítico de dos años sobre el desarrollo del Movimiento Scout a través del mundo, financiado por la Fundación Ford. Dichas conclusiones fueron presentadas a la Conferencia Scout Mundial de 1967.
En el curso del estudio, gran cantidad de datos acerca de los Scouts de todo el mundo fue compilado por primera vez, con muchos viajes internacionales y un sinnúmero de entrevistas realizadas. En el informe, el Sr. Nagy analizó y definió tanto los problemas y puntos fuertes del mundo scout.
La Conferencia Scout Mundial de 1967 aceptó el informe de Nagy, con sus numerosas recomendaciones para la mejora de la Organización Mundial del Movimiento Scout y su reorganización. La Conferencia también aprobó el traslado de la Oficina Scout Mundial desde Ottawa, Canadá a Ginebra, a partir del 1 de mayo de 1968.
En 1968 la Organización Mundial del Movimiento Scout lo invitó a poner en práctica sus recomendaciones y lo nombró Secretario General por un período de tres años que finalmente se alargó 20 años.
Nagy fue galardonado con el Lobo de Bronce en 1977, la única distinción de la Organización Mundial del Movimiento Scout, expedido por el Comité Scout Mundial por un servicio excepcional al Movimiento Scout.

## Libros publicados
Los libros que ha escrito son:
- Imre Nagy
- Katanga
- Lenin
- Historia del Pueblo de las Democracias
- 250 millones de Scouts, Fundación Scout Mundial y Dartnell Editores, 1985
- Scoutismo Mundial: cien años de antigüedad y todavía suena fuerte
- El arte de rebotar: la vuelta al mundo en 80 años